# Orodamnis
Orodamnis is een geslacht van halfvleugeligen uit de familie schuimcicaden (Cercopidae). De wetenschappelijke naam van dit geslacht is voor het eerst geldig gepubliceerd in 1953 door Fennah.

## Soorten
Het geslacht Orodamnis  is monotypisch en omvat slechts de volgende soort:
- Orodamnis rhynchosporae (China & Myers, 1934)